# ...Famous Last Words...
...Famous Last Words... è il settimo album della band Supertramp, uscito nell'ottobre 1982. Fu l'ultimo album a vedere la partecipazione del cantante, tastierista e chitarrista Roger Hodgson, che lasciò il gruppo dopo il tour di supporto per tentare una carriera solista. Questo fu dunque l'ultimo disco realizzato dalla formazione "classica" Hodgson/Davies/Helliwell/Thomson/Siebenberg.

## Composizione e registrazione
Nonostante Rick Davies e Roger Hodgson da tempo scrivessero le loro canzoni separatamente, hanno sempre concepito insieme la tematica e la direzione da intraprendere di ogni album. ...Famous Last Words... divenne l'eccezione: poiché i due vivevano in diverse zone della California nei mesi precedenti alla registrazione, entrambi concepirono la propria visione dell'album. Hodgson aveva in mente di realizzare un altro disco pop sulla scia di Breakfast in America, mentre Davies aveva immaginato un album fortemente progressive rock con un brano lungo dieci minuti intitolato "Brother Where You Bound" come elemento centrale. Secondo Bob Siebenberg, "Alla fine dovettero entrambi cambiare la loro visione di come sarebbe dovuto diventare l'album. Divenne una versione diluita di quello che avrebbe dovuto essere. Non era nè questo nè quello."
In particolare, la band decise di non includere "Brother Where You Bound", perché era troppo "pesante" per stare insieme alle composizioni pop di Hodgson. I Supertramp useranno "Brother Where You Bound" per il loro successivo album, che nel frattempo passò da durare dieci minuti a sedici, grazie all'aggiunta di alcune parti nuove.
Come al solito, tutti i brani sono ufficialmente accreditati a Davies/Hodgson. Comunque nelle note interne al disco i testi sono divisi per colore in base all'autore. Il cantante solista in ogni canzone è lo stesso del suo compositore: "Crazy", "It's Raining Again", "Know Who You Are", "C'est le Bon" e "Don't Leave Me Now" furono scritte da Hodgson, mentre "Put on Your Old Brown Shoes", "Bonnie", "My Kind of Lady" e "Waiting So Long" da Davies.
L'album fu registrato e missato principalmente nella casa di Hodgson (Unicorn Studios), a Nevada City, California, perché non voleva lasciare sua moglie, la sua figlia di due anni Heidi e l'appena nato Andrew. Davies registrò le sue parti vocali nel suo studio casalingo (Backyard Studios) ad Encino, California. Delle altre sovraincisioni furono fatte nello studio di Bill Schnee a Los Angeles.
Hodgson successivamente dichiarò di essersi pentito di aver registrato l'album, sostenendolo "un ultimo tentativo di far funzionare le cose".
All'uscita dell'album, molti interpretarono il titolo e l'immagine di copertina come una indicazione poco velata che i Supertramp si stessero sciogliendo. In realtà non c'era nessuna possibilità di una separazione in questo momento della storia del gruppo. Per contribuire a disperdere le voci, John Helliwell spiegò il vero significato del titolo: "Volevamo una frase che avesse una relazione con quello che stavamo facendo ma che fosse enigmatica allo stesso tempo. Ci sono sempre piaciuti titoli enigmatici come Crime of the Century... Pensavamo che questo LP dovesse essere veloce. Avremmo dovuto provarlo e registrarlo in fretta mentre alla fine richiese più tempo di ogni altro album e perciò dovemmo rimangiarci le nostre parole. Per i tre o quattro album precedenti ci siamo sempre detti 'cerchiamo di essere ben preparati'. Il titolo saltò fuori proprio da quello. Non ricordo chi fu il primo ad avere l'idea. La grafica derivò direttamente dal titolo"

## Critica
AllMusic, in una recensione fuori contesto (scritta decenni dopo la pubblicazione dell'album), trova l'album eccessivamente confezionato verso il successo commerciale, sostenendo che il gruppo in generale e Roger Hodgson in particolare erano troppo fissati nel produrre più successi commerciali, e che come risultato "la poesia incline al romanticismo e le banali canzoni d'amore sostituiscono la grande capacità di scrivere testi che i Supertramp hanno prodotto in passato, e la competenza strumentale che un tempo padroneggiavano è svanita."

## Tracce
Tutte le canzoni sono attribuite a Roger Hodgson e Rick Davies.
1. Crazy – 4:32 (voce: Hodgson)
2. Put on Your Old Brown Shoes – 4:20 (voce: Davies)
3. It's Raining Again – 4:24 (voce: Hodgson)
4. Bonnie – 5:37 (voce: Davies)
5. Know Who You Are – 4:58 (voce: Hodgson)
6. My Kind of Lady – 5:12 (voce: Davies)
7. C'est le bon – 5:32 (voce: Hodgson)
8. Waiting So Long – 6:32 (voce: Davies)
9. Don't Leave Me Now – 6:25 (voce: Hodgson)

## Musicisti
- Rick Davies – tastiere, voce, cori, assolo di melodica in "It's Raining Again", armonica a bocca
- John Helliwell – fiati, tastiere
- Roger Hodgson – voce, cori, chitarra elettrica ed acustica, pianoforte (brani 1,3,9), harmonium (brano 1)
- Bob Siebenberg – batteria
- Dougie Thomson – basso

Musicisti aggiuntivi
- Claire Diament – cori in "Don't Leave Me Now"
- Ann Wilson – cori in "Put On Your Old Brown Shoes" and "C'est Le Bon"
- Nancy Wilson – cori in "Put On Your Old Brown Shoes" e "C'est Le Bon"

### Produzione
- Produttori: Peter Henderson, Russel Pope, Supertramp
- Tecnico del suono: Peter Henderson
- Assistente: Norman Hall
- Mastering dell'edizione originale: Doug Sax, Mike Reese
- Mastering dell'edizione rimasterizzata del 2002: Greg Calbi, Jay Messina
- Suono dal vivo: Russel Pope
- Tecnico: Bud Wyatt
- Arrangiamenti degli archi: Richard Hewson
- Direzione artistica: Mike Doud, Norman Moore
- Design: Mike Doud, Norman Moore
- Grafica della copertina: Mike Dowd, Norman Moore
- Concept della copertina: Mike Dowd
- Artwork: Mike Dowd
- Fotografie: Jules Bates, Tom Gibson
- Foto di copertina: Jules Bates, Tom Gibson
- Foto della custodia: Tom Gibson